# Thymus membranaceus
Thymus membranaceus o tomillo macho es una especie de arbusto perteneciente a la familia de las lamiáceas endémico del sureste de España, de las provincias de Alicante, Almería y Región de Murcia.

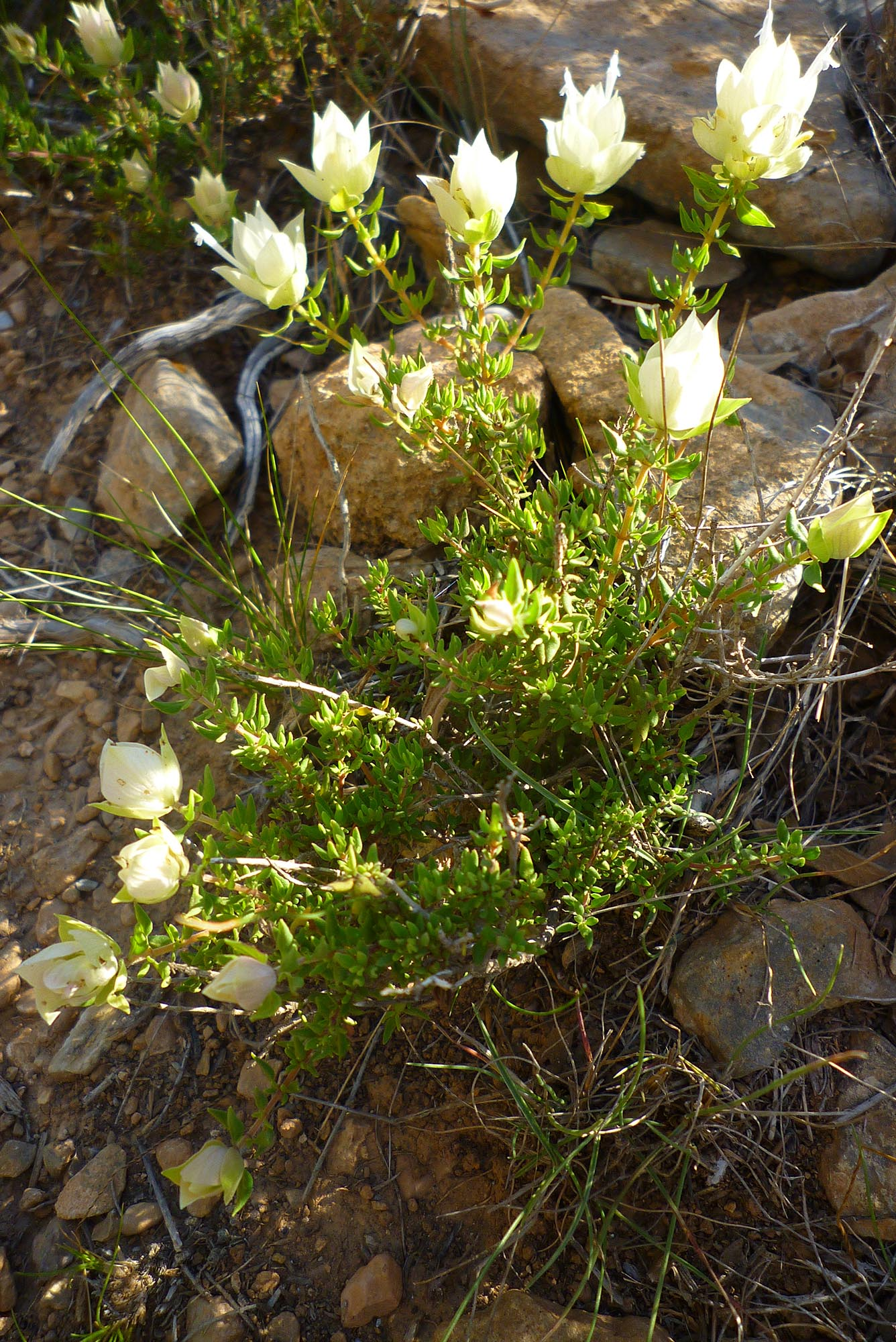
Vista de la planta

## Hábitat
Habita en tomillares y taludes muy insolados, sobre suelos tanto calizos como margosos, incluso sobre yesos. 

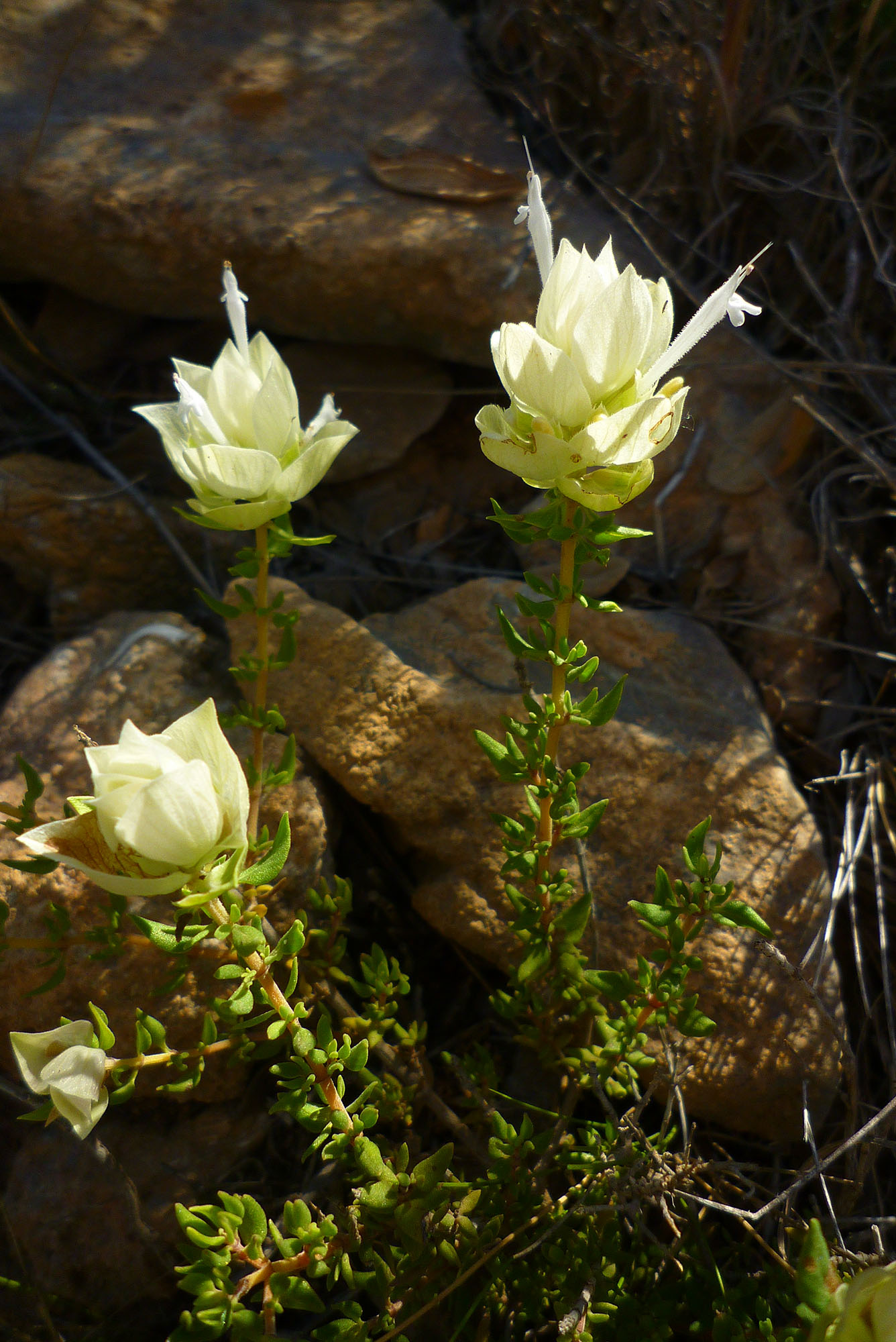
Thymus membranaceus en flor en el mes de mayo en Cartagena.

Florece de abril a mayo.

## Nombres comunes
- Mejorana, tomillo macho.

- Datos: Q15373005
- Multimedia: Thymus membranaceus / Q15373005
- Especies: Thymus membranaceus